# Kalthoum Yazidi
Kalthoum Yazidi, née le 11 novembre 1961, est une nageuse tunisienne.

## Carrière
Kalthoum Yazidi remporte aux championnats d'Afrique 1977 deux médailles sur le plan individuel, une médaille d'or sur 100 mètres brasse et une médaille d'argent sur 200 mètres brasse, ainsi que la médaille d'or du relais 4 x 100 mètres quatre nages.
Elle arrête la natation en 1978 pour se consacrer au handball pendant sept ans à l'Espérance sportive de Tunis. Elle devient par la suite joueuse puis entraîneuse de water-polo.